# 时钟频率
时钟频率（英語：clock rate，又譯：时钟速度）是指同步电路中时钟的基础频率，它以“每秒时钟周期”（clock cycles per second）来度量，量度单位採用SI單位赫兹（Hz）。在计算机领域当中，其一般指的是由处理器中的时钟发生器产生的脉冲信号的频率，该信号用于同步计算机中各部件的工作。时钟频率也被用来作为衡量处理器（例如CPU）运行速度的一个指标，称为处理器的主频。在单个时钟周期内（现代计算机中央处理器内的这个时间一般都短于一纳秒）逻辑零状态与逻辑一状态来回切换。 由于发热和电气规格的限制，周期里逻辑零状态的持续时间通常要长于逻辑一状态。
第一代计算机当中的时钟频率通常以赫兹（Hz）或千赫兹（kHz）的级别来衡量；在20世纪70年代至80年代间面世的个人计算机（PC）当中，时钟频率可达到兆赫兹（MHz）级别；而在21世纪的现代CPU当中，时钟频率通常可达吉赫兹（GHz）的级别。在比较同一系列的处理器时，这是一个较为有用的指标。

## 时钟频率的限制条件

#### 产品分级（Binning）
现代中央處理器（CPU）制造商常为能够在较高的时钟频率下运行的CPU设置更高的定价。就某个单一的CPU来说，时钟频率是在生产环节的最后通过实测测定的。通过了特定测试标准的CPU会被标上这个标准相应的时钟频率，如1.5GHz（十五億赫）。芯片制造商会给出一个“最高时钟频率”的规范，并且通过在出售芯片之前对它们进行测试，以确保它们符合“最高时钟频率”的规范。测试将执行最复杂的指令，处理最复杂的数据模型确定使用的最长处理时间（测试在最合适的电压和稳定保证CPU在最低性能下运行），保证最高时钟频率时不会发生问题。而当一个CPU没有通过较高时钟频率的级别的测试，但通过了较低一级的测试时，它会被标上一个较低的时钟频率。例如某个CPU未通过1.5GHz时钟频率的测试，却通过了1.33GHz那一级的，它就会被标为1.33GHz，并且售价会低于时钟频率为1.5GHz的CPU。

#### 工程因素
CPU的时钟频率通常是由晶体振荡器的频率决定的。通常来说晶体振荡器产生一个固定的正弦波，称为频率参考信号。然后，特定的电路将其转换为同频率（或是数倍于输入频率）的正弦波，用于驱动数字电路组件。
对某些特定的CPU来说，将时钟频率降低一半（降频），一般来说性能也将降低一半，同时此CPU产生的热量也将减少。
与此相对的，有些人试图提高CPU性能，为此他们尝试让CPU运行在一个较高的时钟频率上（超频）。然而，超频的程度可能会很快受到下面条件的限制：
- 在一个时钟脉冲后，CPU的信号线需要时间在新状态下达到稳定。如果上一个脉冲的信号还没有处理完成，而下一个时钟脉冲来的太快（在所有信号线完成从0到1或者从1到0的转换前），就会产生错误的结果。
- 当信号线从1转换到0状态（也可以是0转换到1状态）时，将会浪费部分能量使之转换为热能（主要是内部驱动晶体管）。当CPU执行复杂指令，由此进行大量的1状态0状态之间的互相转换时，更高的时钟频率将更容易浪費掉能量产生更多的热量。如果产生的热量不能被散热系统及时带走，晶体管将可能因此过热损坏。

处理器同样存在时钟频率的下限，除非使用完全静态逻辑结构设计的处理器内核。

#### 面对限制的努力
工程师一直在寻找新的方法来设计CPU，使它们性能提高，耗能减少，减少限制条件的影响，使新的CPU能运行在更高的时钟频率上。最终限制条件可能由可逆计算解决。第一个完全可逆计算的CPU,Pendulum,在 1990 年代后期在麻省理工学院使用标准 CMOS 晶体管实现。
同时人们也在寻找另一种新方法来设计CPU，使新CPU与老CPU运行在相同甚至更低的时钟频率，但是新CPU将拥有在每个时钟周期执行更多指令的能力（另见摩尔定律）。

## 比较
时钟频率是比较在同一家族内的芯片性能的唯一方法。例如，一台PC机配备了50MHz的Intel 486 CPU的计算机，它的性能大约是拥有同样内存、显示设备和CPU但CPU运行在25MHz的另一台计算机的两倍，而如果是一台运行在相同时钟频率的MIPS R4000计算机就不能这样直接比较了，因为它们的处理器、功能和架构是不同的。此外，在比较计算机整体性能的时候还需要考虑很多因素，例如前端总线（"front side bus"，FSB），内存的时钟频率，CPU通用寄存器的数据宽度和机器的一级、二级缓存等。
时钟频率不应该被应用在不同计算机或者不同类处理器家族的比较中。而是应该以软件基准测试的结果作为比较的标准。仅仅考虑时钟频率会让人产生误解，因为不同的处理器在一个周期内能完成的工作是不一样的。例如，精简指令集（RISC）处理器的指令要比复杂指令集（CISC）的简单（但是时钟频率要高）、超标量处理器可以在一个周期内执行多条指令，但是它一个周期没有完成多条指令的情况也不少见。此外除去时钟频率，低标量和并行度都影响了计算机的性能。

## 历史
首台商业PC，Altair 8800（由MITS制造）使用了一个时钟频率为2MHz（200万次/秒）的Intel 8080 CPU。第一台IBM PC的时钟频率是4.77MHz（4,772,727次/秒）。1995年，Intel's Pentium 芯片达到了100 MHz （1億次/秒），到了2002年，最快的CPU：Intel Pentium 4 达到了3GHz（三十亿次/秒，相当于每个周期3.3*10−10秒）
在20世纪90年代初期，大多数电脑公司宣传他们的电脑性能主要提及CPU的时钟频率。这导致了各种各样的营销手段，比如说苹果电脑公司决定生产销售时钟频率110MHz的Power Macintosh 8100/110，因此苹果公司可以宣传这台机器是运行速度最快的—因为当时Intel最快的处理器运行在100MHz。但是这是毫无意义的，因为 PowerPC 和 Pentium 处理器的架构完全不同。
在2000年以后，Intel 的老对手，AMD公司使用型号取代频率来推广它的处理器，因为當時Intel的Pentium 4處理器雖然擁有較高频率、但效能卻輸給相同時脈的其他x86處理器。这个趋势试图降低“兆赫神话”的影响，因CPU的時脈并不能表现出CPU的全部性能。2004年， Intel 公司宣布它也将型号代替频率进行命名，可能是因为消费者将Pentium M移动处理器（它的频率大致相当于 Pentium 4的一半）与 Pentium 4 相混淆了。截至2007年，CPU性能的提高主要通过流水线，指令集和多核心技术的创新来实现，而不是时钟频率的提高（时钟频率的提高受到了CPU功耗下降的限制）。

## 世界纪录
2022年12月23日，华硕超频团队使用Z790主板，将英特尔13代酷睿i9-13900K超频至9.008GHz，创下时钟频率世界记录，成为世界上首颗时钟频率在9GHz以上的CPU。